# LEGO Stunt Rally
LEGO Stunt Rally è un videogioco di guida realizzato nel 2000 e basato sull'omonimo gioco LEGO. Il gioco è stato sviluppato per Windows e successivamente per Game Boy Color.

## Trama
Mr. X, un ricco campione di rally, invita quattro giovani piloti (Lucky, Chip, Barney, and Wrench) nella propria isola per gareggiare con altri piloti. Attraverso la città, il deserto, la giungla e il ghiaccio, il protagonista deve vincere tutte le sfide automobilistiche del campionato rally dell'Isola. Alla fine si sfiderà il campione in carica: Mister X, il proprietario di LEGO Island (l'isola dove è ambientato il videogioco), la cui identità è ignota, poiché il suo viso è nascosto da una benda.

## Modalità di gioco
Ogni gara, composta da più concorrenti, si articola sui vari scenari di gioco cioè città, deserto, giungla e ghiaccio. Ad ogni scenario corrisponde un livello (in totale sono 4), articolato in 4-5 gare automobilistiche. Alla fine di ogni livello, per passare al successivo, il gioco prevede una sfida col boss di quell'"ambiente". Prima dell'inizio della gara il giocatore può scegliere il suo eroe, la vettura, il colore e gli pneumatici fra gli elementi sbloccati.
Durante le gare i comandi sono: accelera, frena, destra, sinistra e “clacson”. Anche se i tracciati sono curvilinei, il giocatore deve solo accelerare e frenare per superare le curve, visto che la sua automobile gira da sola verso la parte giusta. Tuttavia se per esempio non si frena prima di una curva, l'auto sbanda e ci si ritrova fuori dal tracciato, perdendo tempo. I comandi destra e sinistra servono per muoversi nelle corsie della pista ad esempio per schivare ostacoli o sorpassare un avversario. Il tasto “clacson” serve ovviamente per suonare il clacson ma anche per usare i power-up che si possono trovare nella pista.
In alcuni tracciati si possono raccogliere power-up da utilizzare durante la competizione. Questi hanno varie funzioni utili come aumentare la velocità della macchina o rilasciare olio sulla pista allo scopo di far rallentare e/o far uscire di pista i propri nemici. Sono qui elencate le modalità di gioco disponibili:
- Multigiocatore, possono giocare fino a 4 giocatori umani sullo stesso schermo insieme a dei giocatori comandati dal computer per un massimo di 4 piloti in totale. I giocatori umani possono usare la tastiera il mouse o il joystick per giocare. Ogni gara è composta da 4 giri. La mappa di gioco è notevolmente ridotta rispetto alla mappa del giocatore singolo;
- Giocatore singolo, è possibile giocare in modalità giocatore singolo in tre modalità: campionato, gara singola e gara rapida;
- Campionato, il giocatore gioca in mappe e contro avversari prestabiliti avanzando nei livelli. Normalmente gli avversari sono 2 o 3 e si sviluppano su 3 giri ma nei livelli in cui si sfida il Boss non ci sono altri avversari a parte lui. Vincendo le gare del campionato si possono sbloccare piste, vetture, verniciature e pezzi per la modalità costruzione;
- Gara singola, si può scegliere il percorso e scegliere contro che e quanti avversari competere. Si svolge in 3 giri;
- Gara rapida, simile alla gara singola ma la vettura, gli avversari e il percorso sono scelti automaticamente dal computer;
- Modalità costruzione, un'altra funzionalità di LEGO Stunt Rally è quella di poter costruire dei tracciati da utilizzare nelle gare, sia tracciati grandi per il giocatore singolo, che piccoli per il multigiocatore. Il proprio tracciato può essere anche personalizzato scegliendo tra le 4 ambientazioni disponibili.

## Personaggi e vetture
Eroi
- Barney - l'auto preferita è un dragster blu.
- Chip - l'auto preferita è una piccola ma veloce macchina gialla.
- Bullone - l'auto preferita è un buggy rosso.
- Fortunella - guida un monster truck verde.

Boss
- Radium (boss cittadino) - guida un camion senza rimorchio giallo
- Barone fiammante (boss del deserto) - guida una hot rod rossa
- Iena (boss della foresta) - pilota un fuoristrada verde
- Glacia (boss del livello artico) - guida un autocarro azzurro[4]
- Mr. X (boss dell'ultimo livello, ambientato in città) - guida un suo personale bolide, la migliore auto del videogioco.

Altri
- Sandy Surf - guida un buggy da spiaggia
- Panky - guida una veloce muscle car personalizzata
- Mega Hertz - guida un modulo lunare
- Lampo - guida una macchina della formula 1

Auto
Le auto differiscono fra di loro per aderenza e velocità. Un veicolo con velocità elevata raggiungerà velocità più elevate e avrà un'accelerazione maggiore. Una vettura con elevata aderenza nelle curve e nelle sabbie mobili saprà cavarsela meglio nel percorrerle. La scelta delle ruote è importante perché in base allo pneumatico scelto ci sarà la velocità aumentata e la tenuta diminuita o viceversa. Ci sono tre tipi di pneumatico: liscio, normale e da neve. Il colore di una macchina non influisce invece sulle prestazioni ma si può scegliere per ogni macchina uno stile di verniciatura diverso fra quelli sbloccati.

## Accoglienza
| Testata                            | Versione | Giudizio |
| ---------------------------------- | -------- | -------- |
| GameRankings (media al 09-12-2019) | PC       | 46.00%   |
| PC Magazine                        | PC       | 4/5      |
| Game Industry News                 | PC       | 4/5      |
| SpazioGames.it                     | PC       | 7/10     |

L'aggregatore di recensioni GameRankings attribuisce alla versione per Windows una valutazione complessiva del 46.00% basata su una recensione.
PC Magazine ha elogiato l'eccellente grafica e le chiare istruzioni offerte da Mr. X. Jevon Jenkins di Game Industry News ha trovato il titolo molto divertente per i bambini di tutte le età e anche per gli adulti. SpazioGames.it ha affermato che il gioco è chiaramente ispirato a Micro Machines e presenta una grafica piuttosto semplice che cerca di riprodurre le peculiarità del Lego così come il resto degli elementi, come i personaggi e le ambientazioni, ma vanta anche di alcuni tocchi di classe come gli effetti di luce durante le gare notturne. L'inquadratura si adatta alle caratteristiche del gioco, ma non è innovativa, il sonoro invece è discreto, con buone musiche ma con effetti sonori poco convincenti. Il gameplay è estremamente semplice e bastavano poche partite per padroneggiare il sistema di controllo mentre la longevità poteva essere incrementata grazie all'editor di tracciati (modalità costruzione).